# Aflatoksyny

Budowa (−)-aflatoksyny B_{1}

Budowa (−)-aflatoksyny G_{1}

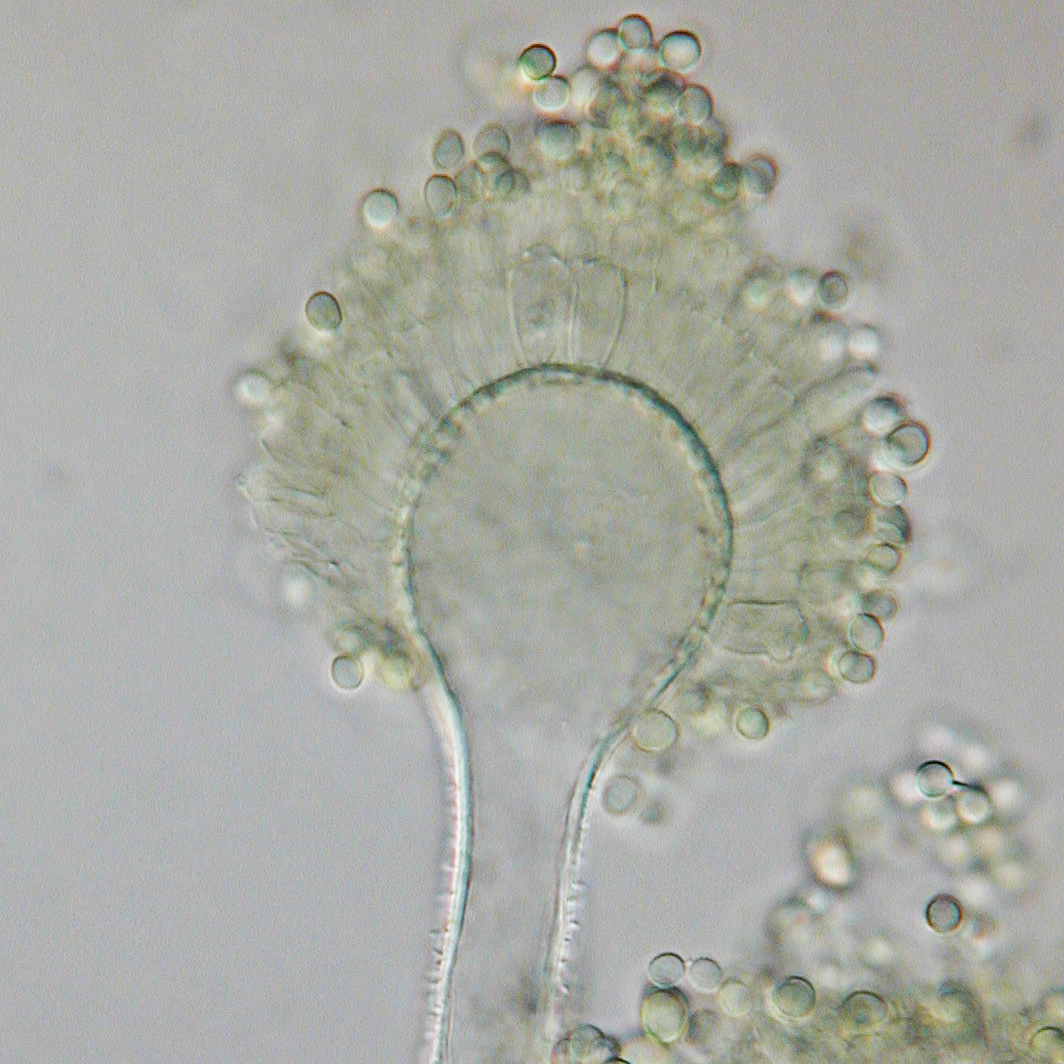
Aspergillus flavus

Aflatoksyny – grupa związków chemicznych zaliczanych do mykotoksyn. Są wytwarzane przez grzyby z rodzaju Aspergillus, głównie kropidlaka żółtego (A. flavus) i A. parasiticus. Grzyby te występują na fistaszkach (orzechach ziemnych), zbożu, migdałach w wilgotnych rejonach tropikalnych. W sprzyjających warunkach (wysoka temperatura oraz wilgotność) porastają także inne produkty żywnościowe, np. chleb.
Aflatoksyny są mutagenne, teratogenne i hepatotoksyczne. Stwierdzono ich letalne działanie na zwierzęta (szczury, psy, koty, świnki morskie i in.). Dopuszczalna zawartość aflatoksyny B1 (najczęściej spotykanej) w produktach zbożowych to 2 µg/kg, oraz do 4 µg/kg dla aflatoksyn B1, B2, G1, i G2 łącznie.
Oddziałują z DNA, interkalując pomiędzy zasady azotowe, będące hydrofobowymi elementami cząsteczki DNA. Zwiększają częstotliwość nienaprawialnych zmian podczas replikacji łańcucha 5' i dlatego są mutagenne. W wyższych stężeniach zaburzają transkrypcję, co jest przyczyną ich toksyczności. Wywołują pierwotnego raka wątroby, zwłaszcza u tych osób, które przeszły wirusowe zapalenie wątroby typu B. Aflatoksyny zostały oficjalnie uznane w Polsce za substancje rakotwórcze w 1996 roku.
Są słabo rozpuszczalne w wodzie i etanolu, natomiast dobrze rozpuszczalne w metanolu i chloroformie. Są wrażliwe na promieniowanie nadfioletowe oraz odporne na działanie ciepła. W nadfiolecie (maks. absorpcji 365 nm) fluoryzują na niebiesko i zielono.
Najczęściej występujące aflatoksyny oznaczone są odpowiednio skrótami B1, B2, G1, G2, oraz M1 i M2. Pierwsze cztery są wytwarzane przez grzyby, natomiast aflatoksyny M1 i M2 są mykotoksynami spotykanymi np. w krowim mleku. Powstają one jako metabolity innych aflatoksyn w organizmach zwierząt, którym podaje się nadpleśniałe pasze, skażone aflatoksynami. Szacuje się, że od 3–6% skonsumowanych przez krowę aflatoksyn B1 i B2 zamieniane jest w M1 i M2.

## Źródła i literatura dodatkowa
- Detailed information on mycotoxins
- Pure Aflatoxin standards. fermentek.co.il. [zarchiwizowane z tego adresu (2007-07-12)].
- http://www.food-info.net/pl/tox/afla.htm
- http://www.inchem.org/documents/ehc/ehc/ehc011.htm
- Grajewski J. (red.) Mykotoksyny i grzyby pleśniowe – zagrożenia dla człowieka i zwierząt, Wydawnictwo Uniwersytetu im. Kazimierza Wielkiego, Bydgoszcz 2006
- Dutkiewicz Jacek i Górny Rafał L. Biologiczne czynniki szkodliwe dla zdrowia – klasyfikacja i kryteria oceny narażenia, Medycyna Pracy, 2002
- Piontek Marlena, Grzyby pleśniowe, Zielona Góra 1999

Przeczytaj ostrzeżenie dotyczące informacji medycznych i pokrewnych zamieszczonych w Wikipedii.